# Carole Ann Ford
Carole Ann Lillian Ford, född 16 juni 1940 i Ilford, London, är en brittisk skådespelerska.
Ford är mest känd för sin roll som Doctor Who:s första följeslagare, Susan Foreman.

## Rollista i urval
- 1959 – Expresso Bongo
- 1961 – Dixon of Dock Green (TV-serie) (1 avsnitt)
- 1963 – Triffidernas dag
- 1963–1983 – Doctor Who (TV-serie) (52 avsnitt)
- 1966 – The Great St Trinian's Train Robbery
- 1975 – Gömstället
- 2013 – An Adventure in Space and Time (TV-film)
- 2025 – Doctor Who (TV-serie) (2 avsnitt)